# Kreuzkirche Omaruru
Die Kreuzkirche Omaruru ist die  Kirche der Evangelisch-Lutherischen Kirche DELK in der namibischen Ortschaft Omaruru. Die Kirche wurde von H. R. A. Nienhaus entworfen und gebaut. Sie wurde am 27. Juli 1952 eingeweiht und zuletzt Anfang der 1980er Jahre umfassend renoviert.